# Ada clignot
Genre
Espèce
Statut de conservation UICN

 LC  : Préoccupation mineure
L'Ada clignot (Hymenops perspicillatus) est une espèce de oiseau de la famille des Furnariidae. C'est la seule espèce de ce genre monotypique.

## Description

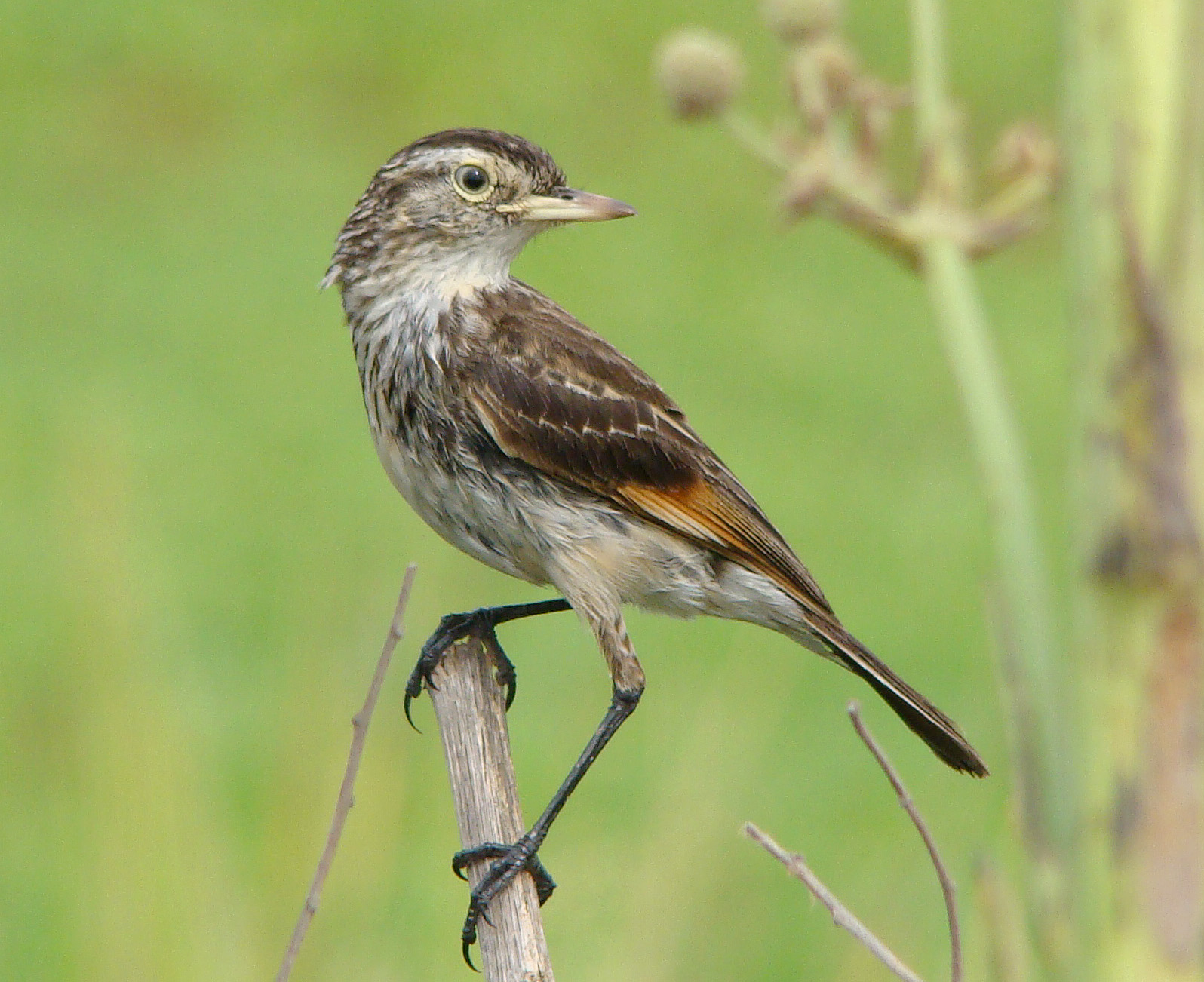
femelle (Rio Grande, Brésil)

Il mesure 13 cm et présente un dimorphisme sexuel marqué. 

## Comportement
On l'observe rarement en couple. 

## Distribution
Cet oiseau se rencontre en Argentine régions limitrophes en Bolivie, au Brésil, au Chili, au Paraguay, au Pérou et en Uruguay. 

## Habitat
Son habitat naturel est les broussailles sèches et les marais tropicaux ou subtropicaux.

## Sous-espèces
Cet oiseau est représenté par 2 sous-espèces :
- Hymenops perspicillatus perspicillatus ;
- Hymenops perspicillatus andinus.